# Бористена
Бористена — в античній міфології німфа Дніпра в Скитії (сучасна Україна), донька Бористена.

## Опис
Бористена — її батько бог річки Дніпро Бористен, що робить її онукою титана Океану та його дружини, титаніди Тетіди. Тоант, володар Тавриди, є її братом. 
Скитську богиню Землі і Води Апі також називали Бористена, тому що вона була донькою бога ріки Бористена.
Борестеніду розглядають як мати Таргитая, першого зі скитів і їхнього першого володаря (бога), через якого вона є бабусею Ліпоксая, Арпоксая та Колаксая.
Бористенідою також називають одну з трьох муз, які були доньками Аполлона. Її сестрами були Аполлоніда і Кефіссо.